# Риггер, Иосиф-Антон фон
Иосиф-Антон Стефан риттер фон Риггер (нем. Josef Anton von Riegger; 13 февраля 1742, Инсбрук — 5 августа 1795, Прага, Австрийская империя) — австрийский юрист, историк, статистик, педагог, доктор философии, профессор права в университетах Вены, Фрайбурга и Праги.

## Биография
Родился в семье юриста, специалиста конституционного и канонического права Пауля Йозефа фон Риггера (1705—1775)). Вначале получил домашнее образование под руководством отца. В 1750 году вместе с семьёй переехал в Вену, где учился у пиаристов, а затем у иезуитов.
В 15-летнем возрасте опубликовал работу о двух древнеримских писателях комедиографе Плавте и грамматике Теренциане, одобрительно встреченных авторитетными специалистами. Был принят в члены Академии Ровередо. Получил философское образование в Венском университете. В 19-летнем возрасте получил докторскую степень по философии.
В 1764 году получил должность преподавателя канонического права в Терезиануме в Вене. Читал лекции по праву в университетах Вены и Фрайбурга.
В 1778 году переехал в Прагу, где получил титул королевского губернатора чешской провинции Габсбургской монархии.
Был профессором права Пражского университета.
Автор многих юридических и исторических трудов, работ по статистике Богемии. Особое значение имеют проведенные им исследования фрайбургского гуманизма.

## Избранные труды
- «Studentenstiftungn in Böhmen» (Прага, 1787),
- «Materialien zur alten und neuern Statistik von Böhmen» (1787—99),
- «Archiv der Geschichte und Statistik, ins besondere von Böhmen» (Дрезден, 1792—95),
- «Für Böhmen von Böhmen» (Прага, 1794),
- «Skizze einer statistischen Landeskunde Böhmen» (1796),
- «Rieggeriana» (1792) и др.